# Evelio Doncós Prado
Evelio Doncós Prado   (Barcelona, 14 de desembre de 1879 - Barcelona, 20 de gener de 1954) fou un dirigent esportiu català i àrbitre de futbol de començament de segle xx.
Fou el primer president el club Star Football Club el 1909.
Fou escollit president del RCD Espanyol el 14 d'octubre de 1910, succeint Àngel Rodríguez Ruiz, i exercí el càrrec fins al setembre de 1911, essent reemplaçat per José Gaspar Hardoy. Durant el seu mandat va haver d'hipotecar una propietat seva per poder pagar el lloguer del Camp del carrer Muntaner.
També fou àrbitre de futbol, dirigint partit del Campionat de Catalunya.